# 히로오카 다쓰로
히로오카 다쓰로(일본어: 広岡 達朗, 1932년 2월 9일 ~ )는 일본의 전 프로 야구 선수이자 야구 감독, 야구 해설가·평론가이다.
현역 시절 애칭은 ‘히로 상’(ヒロさん), 혹은 ‘히로’(ヒロ). 또, 노무라 가쓰야나 모리 마사아키가 ‘너구리’라고 불리는데 대해 ‘여우’라고도 불린다. 1990년대 후반 경부터 출판물에는 그의 이름이 ‘廣岡 達朗’(동음)라고 표기되어 있다.

## 인물

### 프로 입단 전
히로시마 현립 구레미쓰타 고등학교를 졸업한 후 와세다 대학 교육학부에 진학, 와세다 대학 야구부에서는 아라카와 히로시, 누마사와 고이치로, 고모리 미쓰오 등과 함께 도쿄 지역 6개 대학 야구팀으로 구성된 도쿄 6대학 리그의 인기 선수로서 이름을 올렸다. 리그 통산 82경기에 출전하여 315타수 68안타, 2홈런, 52타점, 타율 2할 1푼 6리를 기록했다.

### 현역 시절
1954년, 미즈하라 시게루 감독이 지휘하는 요미우리 자이언츠에 입단하면서 히로오카는 “나의 야구의 원점은 교진군의 야구이다. 내가 프로의 엄격함을, 아니라고 하는 만큼 생각해서 알게 된 입단 당시 교진군의 야구이다” 라고 말했다. 당시 주전 유격수였던 히라이 사부로로부터 주전 자리를 빼앗아 타율 3할 1푼 4리, 15홈런, 67타점을 기록하여 신인왕을 차지함과 동시에 베스트 나인에도 선정되었다.
이후 오사카 타이거스의 요시다 요시오와 함께 센트럴 리그를 대표하는 간판 유격수로 활약하는 등 특히 수비의 견실함과 화려함을 요시다와 서로 경쟁했다. 타격면에서는 프로 1년차 외에는 낮은 타율을 기록하는 시즌이 많았는데 통산 118홈런, 특히 1958년에는 오른쪽 무릎 부상으로 2개월간 결장했지만 복귀 이후에는 18개의 홈런을 때려내는 등의 펀치력도 있었다.
1961년에 가와카미 데쓰하루가 감독으로 취임하면서 히로오카는 코치 겸임으로 발탁되었다. 1964년 8월 6일의 고쿠테쓰 스왈로스전에서 히로오카가 타석에 들어섰을 때 3루에 있던 나가시마 시게오가 독단적으로 홈스틸을 강행, 나가시마의 판단에 의한 플레이였지만 히로오카는 이것을 벤치의 사인이라고 판단해 배트를 땅바닥에 내팽개치며 “나의 배팅을 그렇게 신용할 수 없습니까!”라고 격노해 경기 도중 구장을 떠나는 일이 벌어졌다. 같은 해 가와카미가 시즌 종료 후 히로오카의 트레이드 형태의 방출을 획책했지만 히로오카는 쇼리키 마쓰타로에게 “트레이드 된다면 요미우리의 히로오카로서 끝내주었으면 좋겠다”라고 말했다. 그러나 쇼리키의 지시로 요미우리 잔류가 결정되었지만(가와카미는 스포츠 매체들로부터 집중 공격을 당했다) 다음 시즌부터 타석에 들어설 기회가 줄어드는 등 1966년 시즌을 마지막으로 현역에서 은퇴했다. 이 시점에서 가와카미와의 갈등이 시작되었다.
은퇴 후 라디오 간토, 산케이 스포츠 등에서 평론가 활동했고 현역 은퇴 직후인 1967년 2월 메이저 리그 스프링 캠프의 시찰하기 위해 미국으로 건너갔다. 플로리다주에 있는 요미우리의 스프링 캠프도 방문했지만 가와카미 감독은 히로오카에 의한 취재를 허락하지 않았고, 선수에 대해서도 “히로오카의 입을 듣지 말아라”라고 지시를 내렸고 히로오카의 숙박도 허용하지 않았다. 이러한 가와카미 감독의 처사에 대해 히로오카는 격노하면서 문자 그대로 살의를 품을 정도의 격한 분노를 느꼈다고 말했다. 그러나 모리 마사히코(마사아키) 한 명 만이 히로오카가 묵고 있는 호텔로 찾아가 식사를 같이하여 걱정을 보이기도 했으며 히로오카는 모리에게 깊이 감사하면서 이후 행동을 함께하게 된다.

### 히로시마 코치 시절
1970년 네모토 리쿠오 감독의 요청으로 히로시마 도요 카프의 내야 수비 코치로 발탁되면서 타격 코치인 세키네 준조와 함께 야마모토 고지, 기누가사 사치오, 미무라 도시유키, 미즈타니 지쓰오 등을 길러 후의 히로시마 황금 시대의 초석을 쌓았다. 또, 네모토로부터 외야수였던 소노다 도시히코를 내야수에 변환하도록 명령을 받아 소노다는 능숙함을 전혀 보이지 않았고 엄격한 지도로 인해 스트레스와 원형 탈모증에 걸리는 등 히로오카도 한 번은 전향을 체념하기 시작했다. 그러나 끈기있는 지도를 계속한 결과 어느 때를 경계로 돌연 내야수로서의 움직임을 해낼 수 있게 되어 그 이후 소노다는 히로시마의 내야 수비 요원으로서 활약하는 등 소노다의 내야수 변환이 히로오카에게 있어서 큰 재산이 되었다. 이것에 대해 히로오카는 “프로에 들어오는 선수는 누구나 대단한 재능을 가지고 있다... 그 대답을 흙투성이가 되어서 선수와 함께 찾는 것이 지도자로서의 임무라고 생각한다. 선수와 지도자에게 의지만 있으면 선수는 반드시 대답을 찾아내 능숙해진다”라고 배워 “지도자로서의 자신이 있는 것은 소노다의 덕분”이라고 말했다.
1971년 히로시마의 코치직에서 사임함과 동시에 히로시마를 퇴단했고 그 후 야구 해설가로서 활동하는 것 외에도 프로 골프의 코치로도 활동하고 있었다. 가와카미와는 갈등이 풀리면서 히로시마에서 탈퇴한 후에는 가와카미를 직접 찾아가 히로시마에서의 코치 활동 경험을 말하는 등 요미우리의 2군을 지원했다.

### 야쿠르트 코치·감독 시절
1974년에 야쿠르트 스왈로스로부터 감독 요청을 받았지만 야쿠르트에는 와세다 대학 선배이자 타격 코치로 있었던 아라카와 히로시 때문에 선배를 그대로 두어 자신은 감독으로 될 수는 없다고 이를 고사해 수비 코치로서 입단했다(감독에게는 아라카와가 승격). 코치에는 히로오카 외에도 고모리 미쓰오, 누마사와 고이치로 등을 구성해 감독을 포함한 4명을 통틀어 ‘와세다 대학 출신의 4인방’으로서 화제가 되었다. 1976년에 수석 코치로 승격했고 1976년 시즌 도중에 아라카와의 후임으로 차기 감독으로 취임했다.
당시의 야쿠르트는 마쓰조노 히사미 구단주의 방침으로 가족주의적인 팀의 특성이었지만 히로오카는 프로로서 산만한 분위기가 흐르고 있다고 판단했다. 시즌에 들어가면서 부상자가 속출하자 히로시마 코치 시절 네모토 감독이 선수들의 식생활을 관리하는 법을 터득하여 이것을 야쿠르트 선수들에게 그대로 실행에 옮기면서 정식으로 감독 취임한 이후인 1977년의 춘계 스프링 캠프에서 마작, 화투, 골프 금지와 음주, 흡연 제한을 밝히는 등 선수의 생활 태도에 대해서 엄격한 규제를 밝혔다. 스프링 캠프에서는 수비와 주루를 철저하게 중시하는 연습과 경기 방침을 내세웠다. 애초에는 선수들이 거세게 반발을 했지만 히로오카의 방침은 성공하면서 같은 해 팀을 구단 역사상 최초의 시즌 2위로 끌어 올리기도 했다. 그러나 페넌트레이스에서는 요미우리가 우승해 2위 야쿠르트는 요미우리와의 전적에서 7승 19패라는 최악의 성적을 기록했다.
이듬해 1978년은 모리 마사히코를 작전 코치로 초빙했고 모리는 히로오카의 의견을 그대로 받아들이면서 선수들의 사생활도 세세하게 관리했다. 또 모리가 수집한 데이터를 근거로 요미우리에 대해서는 특단의 대책을 강화하였다. 5월부터 페넌트레이스 경쟁에 참가하면서 전반기 종료 시점에서 리그 선두를 유지했다. 후반기에 들어가면서 성적이 하락했고 8월 25일 시점에서는 요미우리에게 4경기 반차가 나서 한 때는 우승이 멀어져 보였지만 여기서부터 요미우리의 성적이 하락하면서 야쿠르트는 많은 역전 승리를 거두는 등의 무서운 기세로 10월 4일에 구단 창단 이후 처음으로 센트럴 리그 우승을 이끌었다. 그 해의 야쿠르트는 요미우리와 상대하면서 크게 이기기도 했다. 일본 시리즈에서는 4년 연속 일본 시리즈 우승을 노리는 한큐 브레이브스와 상대를 했는데 일본 시리즈 개막을 앞두고 야구계 일각에서는 “한큐가 유리할 것이다”라는 평이 압도적으로 많았지만 야쿠르트는 한큐를 4승 3패로 누르고 창단 이후 처음으로 일본 시리즈 우승 달성에 성공했다.
히로오카는 일본 시리즈의 우승을 이끈 시점에 야쿠르트에서 탈퇴하는 것을 생각하고 있었지만 구단의 만류로 3년 계약을 맺었고 팀 강화를 위해서 몇 차례의 트레이드를 예정하고 있었지만 히로오카가 의도한 트레이드는 대부분 실현되지 않았다. 히로오카는 이것을 되돌아 보면서 “트레이드로 예정하고 있던 선수가 잔류를 호소했기 때문에”라고 말하고 있다. 이듬해 1979년에는 유력한 우승 후보로 거론되었지만 개막 이후부터 8연패를 당해 성적이 침체되었으며 구단은 선수들로부터 평판이 나빴던 모리를 배터리 코치직에서 해임시키고 우에무라 요시노부 투수 코치를 2군에 격하시키려고 했다. 그러나 히로오카는 구단의 인사 문제를 둘러싸고 갈등을 일으키는 등 8월 17일에 사임을 신청했고 결국 성적 부진으로 야쿠르트의 감독직에서 물러났다.
이후 니혼 TV의 야구 해설위원으로서 평론 활동을 재개했고 독설적인 해설로 인기를 얻었다. 1981년에는 긴테쓰 버펄로스와 한신 타이거스로부터 감독을 맡아달라는 요청을 받았지만 모두 거절했다.

### 세이부 감독 시절
1982년, 세이부 라이온스의 감독으로 취임하면서 감독 계약에 있어서는 5년에 이르는 장기 계약을 체결했지만 그 내용에는 “휴양 중에 급료는 지불하지 않는다”, “문제성 발언에 대해서는 엄벌에 대처한다” 등의 매우 어려운 내용이었다. 기자 회견 자리에서 이것에 관한 질문을 받았을 때 히로오카는 “납득했기 때문에 계약했다”라고 말했다.
히로오카는 세이부와 야쿠르트에 있을 때와 같이 엄격한 생활 관리와 디펜스 중시의 야구를 실행한다. 취임 1년차인 1982년은 전기 우승을 이끌었고 플레이오프에서 후기 우승을 제패한 닛폰햄 파이터스를 누르고 19년 만에 퍼시픽 리그 우승으로 이끌었다. 같은 해 일본 시리즈에서도 주니치 드래건스를 누르고 24년 만에 일본 시리즈 우승을 달성, 세이부 제1차 황금 시대의 개막을 이끌게 되었다.
이듬해 1983년에는 2위 한큐와의 17경기 차이를 내는 독주 상태로 우승을 이끌었다. 일본 시리즈 상대는 현역 시절 친정팀인 요미우리였고 후지타 모토시 감독과는 한 때 팀메이트였으며 이 대결을 “야구계의 맹주 자리를 건 싸움”으로서 세간의 주목을 끌었다. 시리즈는 7차전까지 이어지면서 혈투가 계속되었지만 결국 4승 3패로 세이부가 승리해 2년 연속 일본 시리즈 우승을 이끌었다. 이 우승으로 히로오카는 명감독으로서의 평가를 받게 된다.
오프 시즌에는 닛폰햄으로부터 에나쓰 유타카가 트레이드로 입단했고 에나쓰의 영입을 위해 중간 계투였던 기무라 히로시, 시바타 야스미쓰를 방출, 고바야시 세이지도 히로시마에 트레이드로 이적하는 등 3명의 중간 계투 투수가 단 번에 퇴단했다. 이 트레이드는 히로오카의 의향에 반하면서 히로오카는 네모토 리쿠오 등 구단 프런트에 대해 반감을 갖게 되었다. 또 에나쓰는 독불 장군적인 성격인데다가 히로오카는 엄격한 선수 관리를 유명한 것으로부터 언론에서는 두 사람간의 갈등을 예상하고 있었다.
1984년에는 팀의 2년 연속 리그 우승과 일본 시리즈 우승을 이끌었던 다부치 고이치, 야마자키 히로유키, 오타 다쿠지 등의 주력 선수들이 연달아 부진을 겪으면서 팀은 우승권에 멀어지는 등 페넌트레이스 경쟁에서 탈락했다. 5월부터 방침을 전환해 젊은 선수들을 다수 기용하는 특단의 조치를 취했다. 베테랑이었던 다부치와 야마사키는 현역 은퇴를 결심했고 에나쓰는 8월 이후에 2군으로 강등되면서 등판 기회를 얻지 못한 채 자유 계약 선수가 되었다. 에나쓰는 히로오카에 대해 “나의 생활권을 빼앗은 남자”라고 말했고 세이부는 그 해에 3위를 기록하며 시즌을 마쳤다.
다부치가 1984년에 현역 생활을 은퇴하면서 히로오카는 외국인 선수의 장거리포를 갈망해 캘리포니아 에인절스에 활약하고 있던 돈 베일러를 영입하도록 구단 프런트에게 말했지만 구단은 타자가 아닌 중화민국 야구계의 에이스였던 궈타이위안을 영입했다. 당시 외국인 선수의 등록범위는 2명이었지만 제리 화이트의 방출로 빈 자리를 야수가 아닌 투수에게 배분한 것으로 1군 등록은 ‘야수 1명·투수 1명’이 되었다(스티브 온티베로스와 궈타이위안). 이에 대해 히로오카는 구단 프런트에 대해 불만을 갖게 되었다.
1985년에는 아키야마 고지, 쓰지 하쓰히코, 구도 기미야스, 와타나베 히사노부 등의 젊은 선수들이 활약하면서 선두 자리를 유지하며 리그 우승을 이끌었다. 그러나 히로오카는 시즌 후반에 지병인 요산성관절염으로 인해 휴양 생활을 했고 팀의 리그 우승이 결정될 당시에는 현장에 없었다. 그 후 일본 시리즈에서는 한신 타이거스에게 2승 4패로 패하면서 일본 시리즈 우승 달성에 실패했다.

### 세이부 감독 사임 후
세이부에 퇴단 이후에는 다시 야구 평론가로 활동하면서 NHK의 야구 해설위원으로 발탁되었다. 1988년에는 요미우리로부터 오 사다하루의 후임으로서 감독을 맡아달라는 요청이 있었지만 이를 거절했다. 1990년부터 한신 감독으로 취임한 대학 후배인 나카무라 가쓰히로의 요청으로 한신의 도쿄 원정시에는 나카다 고지, 이노마타 다카시, 노다 고지 등의 투수진을 지도했다.
한편 1988년에는 ‘재팬 스포츠 시스템’이라는 회사를 설립해 ‘미일 베이스볼 회의’를 개최했는데 이것은 1988년부터 1990년까지 열리면서 미국 야구계로부터 감독과 코치, 현역 선수가 일본을 방문해 일본에서는 히로오카와 고바 다케시, 하리모토 이사오, 스즈키 게이시 등이 참가해 회의에서 논의를 펼쳤다. 그리고 노모 히데오, 후루타 아쓰야 등 아마추어 선수들도 참가해 실기 지도를 받았다. 미국 측 참가자는 당시 텍사스 레인저스 감독이었던 바비 밸런타인도 있었다.

### 지바 롯데 GM 시절
1995년 지바 롯데 마린스의 시게미쓰 아키오 구단주 대행에 이끌려 일본 야구계에서는 처음으로 제너럴 매니저(GM)로 부임했고 이 때 텍사스 레인저스의 감독을 역임했던 바비 밸런타인을 감독으로 초빙했으며 이에 앞서 1979년 지바 롯데 전신인 롯데 오리온스 감독 물망에 오르기도 했다.
그러나 밸런타인 감독과는 이미 야구관의 차이로 인해 갈등을 일으켰다. 정규 시즌이 개막한 직후부터 성적이 침체되는 등 히로오카는 2군 수석 코치였던 에지리 아키라를 1군 수석 코치로 승격시켰고 밸런타인의 의향을 차단한 채 경기가 없는 날에는 선수들에게 연습을 부과했다. 팀은 후반부터 기세를 올려 최종적으로 1985년 이후 A클래스(2위)를 기록했다. 그러나 히로오카는 같은 해 시즌 종료 후 밸런타인을 해임시킨 뒤 후임에는 에지리를 옹립했다. 후에 밸런타인은 “제너럴 매니저와는 선수를 모아오는 것이 일인데도 히로오카는 그것을 하지 않고 현장에 참견할 뿐이었다”라고 비판했는데 이것에 대해 히로오카는 “감독은 현장에서 흙투성인 채로 선수를 가르치는 것이 일일 것인데도 밸런타인은 그것을 하지 않았다”라고 반론했다.
에지리가 감독을 맡은 이듬해 1996년은 5위로 끝났으며 같은 해에 열린 드래프트 회의에서는 당시 무명이었던 고사카 마코토의 지명을 주도했지만 이라부 히데키, 고미야마 사토루, 에릭 힐만 등의 주력 선수들과 갈등을 일으켜 히로오카는 2년도 채 안되어 제너럴 매니저에서 해임되었다. 고사카는 그 후에 히로오카와 요시다를 능가한 간판 유격수가 된다.

### 그 후
지바 롯데의 제너럴 매니저에서 사임한 이후에는 RF라디오닛폰의 야구 해설위원을 1998년부터 2007년까지 맡았고 현재는 야구 평론가로서 활동하여 요미우리 자이언츠 OB회 부회장을 맡고 있다. 나가시마 시게오 회장이 뇌경색으로 쓰러진 2004년 이후에는 사실상 OB회 회장격으로서 활동하고 있다(정식 회장은 아님). 나가시마의 전전임었던 벳쇼 다케히코가 사망했을 때나 전임 후지타 모토시가 사임했을 때에도 회장 후보로 이름에 올랐지만 취임은 실현되지 않았다(2009년에 오 사다하루가 회장으로 취임).
고령자로서의 감독과 코치 활동에는 부정적인 입장을 취하고 있기 때문에 2000년대 이후에는 정식 지도자로서 솜씨를 발휘할 것은 없지만 오프 시즌에는 요미우리의 임시 코치를 자주 맡기도 했으며 모교인 와세다 대학 야구부에서 내야수의 투구 지도를 실시하고 있다. 또, 나가시마가 요미우리 감독직에서 사임한 후인 2002년경부터 도쿄 스포츠에서 요미우리의 구단 경영에 개입하는 발언을 반복하기도 했다.
올림픽의 야구 경기에서 프로 선수가 참가하는 것에 대해 부정적인 시각을 드러내고 있어 “올림픽이라고 하는 아마추어 선수의 꿈을 빼앗는 것은 야구계의 수준향상에는 연결되지 않는다”라는 것이 그의 지론이다.
2008년 4월부터는 아이치 신시로 오타니 대학 사회복지학부의 특임 교수로서 현재 교편을 잡고 있다(담당 과목은 스포츠 과학).

## 에피소드
- 다카기 모리미치와 친분이 있어 다카기가 감독을 맡은 2012년에 주니치 스프링 캠프에서 임시 코치를 맡기도 했다.[4]

## 상세 정보

### 출신 학교
- 히로시마 현립 구레미쓰타 고등학교
- 와세다 대학

### 선수 경력
- 요미우리 자이언츠(1954년 ~ 1966년)

### 지도자·기타 경력
- 라디오 간토, 산케이 스포츠 야구 해설위원(1967년 ~ 1969년)
- 히로시마 도요 카프 내야 수비 코치(1970년 ~ 1971년)
- 야쿠르트 스왈로스 수비 코치(1974년 ~ 1975년)
- 야쿠르트 스왈로스 수석 코치(1976년)
- 야쿠르트 스왈로스 감독(1976년 ~ 1979년)
- 세이부 라이온스 감독(1982년 ~ 1985년)
- NHK 야구 해설위원(1986년 ~ 1994년)
- 지바 롯데 마린스 제너럴 매니저(1995년 ~ 1996년)
- RF라디오닛폰 야구 해설위원(1998년 ~ 2007년)

### 수상·타이틀 경력
- 신인왕(1954년)
- 베스트 나인 : 1회(1954년)
- 일본 시리즈 기능상 : 1회(1963년)
- 쇼리키 마쓰타로상 : 2회(1978년, 1982년)
- 일본 프로 스포츠 대상(1983년)
- 일본 야구 명예의 전당 헌액자(1992년)

### 개인 기록
- 통산 1000경기 출장 : 1963년 4월 21일(78번째)
- 올스타전 출장 : 6회(1954년, 1955년, 1957년 ~ 1959년, 1965년)

### 등번호
- 2(1954년 ~ 1966년)
- 70(1970년 ~ 1971년)
- 71(1974년 ~ 1979년 시즌 도중)
- 80(1982년 ~ 1984년)
- 91(1985년)

### 연도별 타격 성적
| 연 도       | 소 속       | 경 기 | 타 석 | 타 수 | 득 점 | 안 타 | 2 루 타 | 3 루 타 | 홈 런 | 루 타 | 타 점 | 도 루 | 도 루 자 | 희 생 번 | 희 생 플 | 볼 넷 | 고 4 | 사 구 | 삼 진 | 병 살 타 | 타 율 | 출 루 율 | 장 타 율 | O P S |
| ----------- | ----------- | ----- | ----- | ----- | ----- | ----- | ------- | ------- | ----- | ----- | ----- | ----- | -------- | -------- | -------- | ----- | ---- | ----- | ----- | -------- | ----- | -------- | -------- | ----- |
| 1954년      | 요미우리    | 112   | 405   | 341   | 58    | 107   | 19      | 2       | 15    | 175   | 67    | 9     | 4        | 2        | 4        | 54    | --   | 4     | 49    | 5        | .314  | .409     | .513     | .923  |
| 1955년      | 요미우리    | 125   | 511   | 447   | 76    | 115   | 16      | 9       | 11    | 182   | 43    | 17    | 6        | 6        | 2        | 49    | 0    | 7     | 70    | 2        | .257  | .339     | .407     | .746  |
| 1956년      | 요미우리    | 93    | 381   | 343   | 46    | 80    | 17      | 1       | 9     | 126   | 32    | 8     | 3        | 9        | 1        | 25    | 1    | 3     | 56    | 2        | .233  | .290     | .367     | .658  |
| 1957년      | 요미우리    | 92    | 389   | 344   | 54    | 84    | 13      | 3       | 18    | 157   | 33    | 5     | 5        | 11       | 3        | 29    | 1    | 2     | 72    | 3        | .244  | .304     | .456     | .761  |
| 1958년      | 요미우리    | 111   | 479   | 437   | 69    | 121   | 18      | 2       | 12    | 179   | 41    | 22    | 9        | 7        | 1        | 30    | 3    | 4     | 70    | 4        | .277  | .328     | .410     | .738  |
| 1959년      | 요미우리    | 120   | 510   | 448   | 81    | 106   | 13      | 7       | 14    | 175   | 47    | 17    | 6        | 7        | 3        | 45    | 0    | 7     | 88    | 14       | .237  | .314     | .391     | .705  |
| 1960년      | 요미우리    | 98    | 393   | 363   | 47    | 81    | 12      | 6       | 12    | 141   | 26    | 3     | 4        | 6        | 2        | 21    | 1    | 1     | 53    | 9        | .223  | .266     | .388     | .655  |
| 1961년      | 요미우리    | 125   | 466   | 429   | 38    | 87    | 12      | 3       | 10    | 135   | 41    | 5     | 7        | 4        | 2        | 29    | 1    | 2     | 54    | 8        | .203  | .255     | .315     | .570  |
| 1962년      | 요미우리    | 116   | 412   | 378   | 36    | 81    | 11      | 3       | 4     | 110   | 33    | 8     | 7        | 7        | 2        | 22    | 0    | 3     | 83    | 9        | .214  | .262     | .291     | .553  |
| 1963년      | 요미우리    | 104   | 379   | 328   | 39    | 79    | 11      | 1       | 5     | 107   | 41    | 7     | 3        | 5        | 4        | 38    | 2    | 4     | 53    | 11       | .241  | .324     | .326     | .650  |
| 1964년      | 요미우리    | 117   | 391   | 349   | 35    | 73    | 10      | 2       | 6     | 105   | 34    | 3     | 3        | 7        | 3        | 31    | 0    | 1     | 67    | 8        | .209  | .273     | .301     | .574  |
| 1965년      | 요미우리    | 103   | 316   | 275   | 20    | 63    | 13      | 0       | 1     | 79    | 25    | 10    | 0        | 6        | 0        | 34    | 3    | 1     | 58    | 8        | .229  | .316     | .287     | .603  |
| 1966년      | 요미우리    | 11    | 34    | 31    | 4     | 4     | 2       | 0       | 0     | 6     | 2     | 1     | 0        | 0        | 0        | 3     | 0    | 0     | 7     | 1        | .129  | .206     | .194     | .399  |
| 통산 : 13년 | 통산 : 13년 | 1327  | 5066  | 4513  | 603   | 1081  | 167     | 39      | 117   | 1677  | 465   | 115   | 57       | 77       | 27       | 410   | 12   | 39    | 780   | 84       | .240  | .307     | .372     | .678  |

### 감독으로서의 팀 성적
| 연도       | 소속       | 순위       | 경기 | 승리 | 패전 | 무승부 | 승률 | 승차                         | 팀 홈런                      | 팀 타율                      | 팀 평균자책점                | 연령                         |
| ---------- | ---------- | ---------- | ---- | ---- | ---- | ------ | ---- | ---------------------------- | ---------------------------- | ---------------------------- | ---------------------------- | ---------------------------- |
| 1976년     | 야쿠르트   | 5위        | 130  | 52   | 68   | 10     | .433 | 23.5                         | 128                          | .260                         | 3.88                         | 44세                         |
| 1977년     | 야쿠르트   | 2위        | 130  | 62   | 58   | 10     | .516 | 15.0                         | 170                          | .267                         | 4.01                         | 45세                         |
| 1978년     | 야쿠르트   | 1위        | 130  | 68   | 46   | 16     | .596 | -                            | 157                          | .279                         | 4.38                         | 46세                         |
| 1979년     | 야쿠르트   | 6위        | 130  | 48   | 69   | 13     | .410 | 19.0                         | 157                          | .252                         | 4.60                         | 47세                         |
| 1982년     | 세이부     | 1위        | 130  | 68   | 58   | 4      | .540 | 1위·3위                      | 131                          | .253                         | 3.31                         | 50세                         |
| 1983년     | 세이부     | 1위        | 130  | 86   | 40   | 4      | .683 | -                            | 182                          | .278                         | 3.20                         | 51세                         |
| 1984년     | 세이부     | 3위        | 130  | 62   | 61   | 7      | .504 | 14.5                         | 153                          | .256                         | 4.10                         | 52세                         |
| 1985년     | 세이부     | 1위        | 130  | 79   | 45   | 6      | .637 | -                            | 155                          | .272                         | 3.82                         | 53세                         |
| 통산 : 8년 | 통산 : 8년 | 통산 : 8년 | 966  | 498  | 406  | 62     | .551 | A클래스 : 6회, B클래스 : 2회 | A클래스 : 6회, B클래스 : 2회 | A클래스 : 6회, B클래스 : 2회 | A클래스 : 6회, B클래스 : 2회 | A클래스 : 6회, B클래스 : 2회 |

- 순위에서 굵은 글씨는 일본 시리즈 우승.

1. 1976년부터 1996년까지는 130경기제.
2. 승차에서 1982년은 전·후기제(1973년 ~ 1982년) 도입으로 인해 왼쪽은 전기 순위, 오른쪽은 후기 순위를 표기.
3. 1976년에는 시즌 중에 아라카와 히로시 감독이 사임한 이후 5월 13일부터 감독 대행으로서 지휘[5]
4. 1979년에는 성적 부진으로 8월 17일부터 휴양 생활에 들어갔고[6] 감독 대행은 사토 다카오.
5. 통산 성적은 실제로 지휘를 맡은 경기에서의 성적.

## 주요 저서
- 《나의 해군식 야구》(산케이 출판)
- 《감독론》(슈에이샤 인터내셔널)
- 《나의 야구 교육학》(마이니치 신문)
- 《승자의 조직론》(나가시마 시게오 공저, 고단샤)
- 《승자의 방정식》(고단샤)
- 《의식 혁명의 권유》(고단샤)
- 《적극 사상의 권유》(고단샤)
- 《나의 야구 인생》(히로오카 다쓰로, 도야마현 교육 위원회)
- 《성공에의 나침반》(산케이 신문 뉴스 서비스)

## 같이 보기
- 마오 유키 - 히로오카의 손녀, 다카라즈카 가극단 94기생